# حمله ۲۰۱۶ نیس
در جریان جشن‌های روز ملی فرانسه یک کامیون در شهر نیس در جنوب این کشور به جمعیت حاضر در جشن حمله کرد.
هشتاد و شش نفر در این واقعه کشته و نزدیک به ۱۵۰ نفر نیز زخمی شده‌اند. این برخورد در زمان یک آتش بازی در جشن‌های روز باستیل صورت گرفته‌است. مقام‌های فرانسه این واقعه را یک حمله تروریستی خوانده‌اند و از مردم خواسته‌اند تا از حضور در خیابان‌ها خود داری کنند. راننده کامیون نیز به ضرب گلوله پلیس کشته شده‌است.

## مهاجم
راننده کامیونی که به سوی جمعیت حمله کرده یک فرد ۳۱ ساله و مسلمان به نام محمد لحویج بوهلال با تابعیت دوگانه فرانسوی-تونسی شناسایی شده‌است. او به ضرب گلوله پلیس فرانسه کشته شده‌است.
این مرد خود از ساکنان شهر نیس بوده‌است.

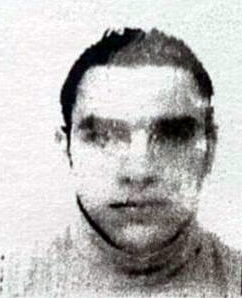
محمد لحویج بوهلال

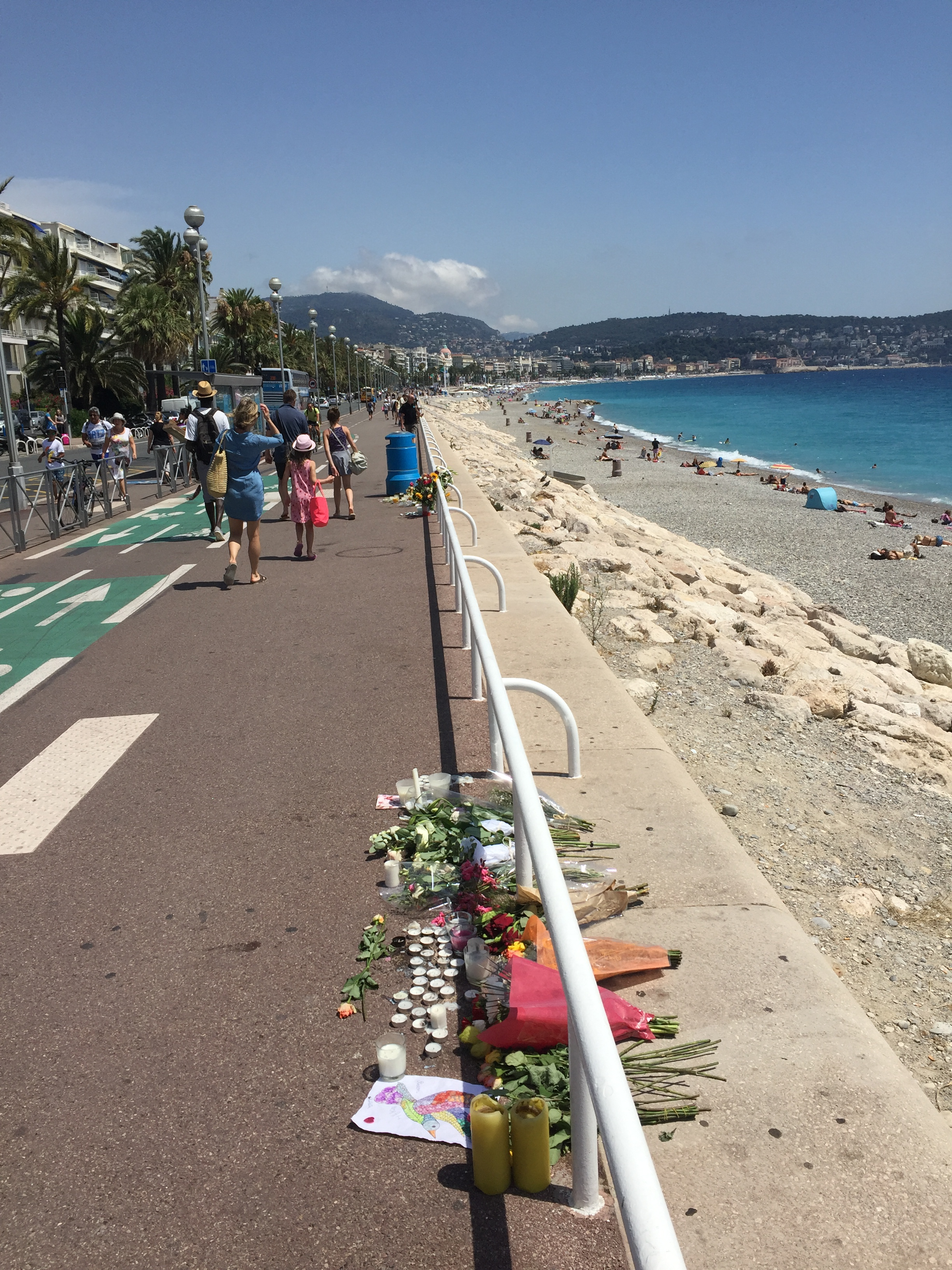
گل گذاشتن در مسیر حمله کامیون

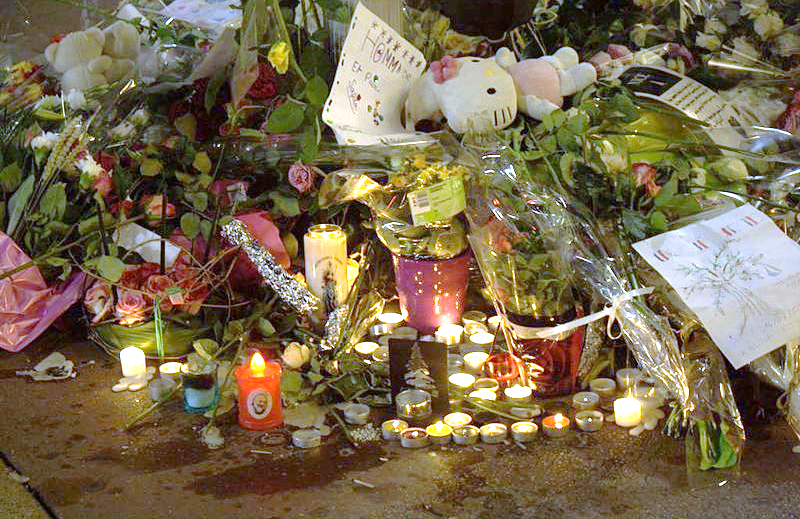
ابراز همدردی مردم

در ۲۱ ژوئیه ۲۰۱۶ دادستان فرانسه اعلام کرد بررسی اطلاعات تلفن محمد لحوایج بوهلال نشان می‌دهد که او برای حمله نیس ماه‌ها برنامه‌ریزی می‌کرده و از پنج مظنون دیگر پشتیبانی و کمک گرفته‌است. این پنج متهم که بازداشت شده‌اند، چهار مرد و یک زن، بین ۲۲ تا ۴۰ سال سن دارند. دو نفر از آنها، که آلبانیایی هستند، متهم شده‌اند که به عامل حمله نیس هفت‌تیری داده‌اند. یک نفر دیگر هم مظنونی است که گفته می‌شود در شب حمله پیغامی با مضمون تأمین اسلحه از مهاجم دریافت کرده‌است. به گزارش خبرگزاری فرانسه از خانه این فرد یک کلاشنیکف و میزانی مهمات کشف شده‌است. یکی از همدست‌های عامل حمله از صحنه راندن کامیون به میان جمعیت فیلم گرفته‌است.

## وقایع بعد حمله نیس
- مسئولان فرانسوی حادثه گروگانگیری در این شهر را تکذیب کردند.
- مقامات پلیس فرانسه تأکید کردند که حادثه آتش‌سوزی در اطراف برج ایفل با حمله شهر نیس، ارتباطی ندارد.
- در نیس فرانسه، هشتگی به نام درهای باز درست شده که مردم بیرون مانده را در خانه‌ها جا بدهند.
- از زمان حمله تا کنون ۵۴ کودک به بیمارستان منتقل شده‌اند؛ و ۱۰ نفر از این کودکان جان خود را از دست داده‌اند.
- درخواست بیمارستان‌های شهر نیس از مردم برای اهدا خون.
- حال ۴۵ نفر از زخمی‌های حادثه تروریستی نیس فرانسه وخیم اعلام شده‌است.
- دولت هم برای رسیدگی به حال مجروحان بیمارستان میدانی ایجاد کرد.
- افزایش تلفات حمله نیس به ۸۴ کشته
- کاخ سفید اعلام کرد به اوباما این حملات را اطلاع داده‌است.
- دولت بریتانیا نیز اعلام کرد به ترزا می نخست‌وزیر، اطلاع داده‌است.
- گاردین گزارش کرده کامیون ترور، با سرعت ۵۰ کیلومتر، دو کیلومتر دنبال مردم رفته‌است. والدین، فرزندانشان را به کنار پرتاب می‌کردند تا آنها صدمه نبینند.
- در زمان حمله کامیون حدود ۱۰۰ نفر از مردم برای فرار به دریای مدیترانه پریدند که همه آنها با کمک پلیس به داخل خشکی بازگشتند.
- شورای دین اسلامی در فرانسه با محکومیت حمله نیس خواستار برگزاری نماز برای قربانیان حادثه، شد.
- فیگارو گزارش کرده‌است که داخل کامیونی که مردم را زیر گرفته‌است، شماری اسلحه و تعدادی نارنجک وجود داشته‌است.
- وضعیت اضطراری در فرانسه سه ماه دیگر تمدید شد.
- لغو مراسم آتش بازی که برای جمعه شب در شهر مارسی فرانسه برنامه‌ریزی شده بود.
- هشتگ برای نیس دعا کنید ۱٫۱ میلیون بار تاکنون در توییتر استفاده شده‌است.
- در پی این حمله نخست‌وزیر فرانسه سه روز عزای عمومی اعلام کرد.
- فرانسوا اولاند رئیس‌جمهور فرانسه با بازگشت به پاریس، به مقر وزارت کشور می‌رود و ریاست نشست گروه بحران را برعهده می‌گیرد.
- اولاند در ساعت ۱۲:۳۱ دقیقه محلی وارد نیس شد.
- تشدید تدابیر امنیتی در اطراف برج ایفل.
- پلیس فدرال آلمان اعلام کرد که به دلیل حمله نیس، تمهیدات امنیتی در مبادی ورودی این کشور از جمله فرودگاه‌ها، راه‌های زمینی و قطار تقویت خواهد شد.
- مسئولان برگزاری مسابقه دوچرخه‌سواری تور دو فرانس گفته‌اند که با وجود حمله نیس، این مسابقه امروز برگزار خواهد شد.
- صادق خان، شهردار لندن، از بازنگری در تدابیر امنیتی این شهر بعد از حمله نیس خبر داده‌است. او گفت می‌خواهد به تمام ساکنان لندن اطمینان دهد که پلیس هر کاری که بتواند برای امنیت آنها انجام خواهد داد. صادق خان گفت ایدئولوژی مسموم و منحرف افراط گرایان در فرانسه، لندن و دیگر نقاط جهان شکست خواهد خورد.
- شارل میشل، نخست‌وزیر بلژیک گفته‌است که هیئت دولت در جلسه‌ای اضطراری به بررسی شرایط امنیتی خواهد پرداخت. او افزود که پیش‌بینی‌های امنیتی لازم برای روز ۲۱ ژوئیه، روز ملی بلژیک انجام شده‌است.[۱۰]

## قربانیان

### اتباع خارجی
یک آمریکایی اهل تگزاس و پسرش که برای تعطیلات در سواحل نیس به سر می‌بردند در میان هشتاد و شش، کشته شده هستند. تاکنون مرگ یک اوکراینی، یک شهروند روسیه و یک ارمنی نیز تأیید شده‌است. بریتانیا هم اعلام کرده که یک شهروند این کشور زخمی شده‌است.

## واکنش‌ها

### داخلی
فرانسوا اولاند، رئیس‌جمهور فرانسه، در نشست رسانه‌ای که در پی این حمله برگزار شد گفت: حمله علیه تروریست‌ها در عراق و سوریه را شدت خواهد بخشید.
شورای مسلمانان فرانسه نیز در بیانیه‌ای این حمله را به شدت محکوم کرده در این بیانیه آمده‌است: فرانسه بار دیگر با خشونت هرچی بیشتر از تروریسم ضربه خورد، این حمله توریستی نفرت‌انگیز در روز فرانسه روز استقلال اتفاق افتاد روزی که در آن آزادی برادری و برابری را جشن می‌گیریم.

### بین‌المللی
- آمریکا-باراک اوباما رئیس‌جمهوری آمریکا این حمله را یک حمله وحشتناک نامید و آن را شدیداً محکوم کرد و در همبستگی و اتحاد ایالات متحده با فرانسه تأکید کرد.[۱۳]
- کانادا- جاستین ترودو نخست‌وزیر کانادا اعلام کرد که کانادایی‌ها از حمله امشب نیس شوکه شده‌اند و با قربانیان و فرانسویان اعلام همدردی و همبستگی کرد.
- بوریس جانسون وزارت امور خارجه بریتانیا در پیامی توئیتری نوشت: از اتفاقات ترسناک در نیس و مرگ وحشتناک انسانها شوکه و ناراحت شدم.
- ولادیمیر پوتین، رئیس‌جمهور روسیه نیز در پیامی این حمله را به همتای فرانسوی خود تسلیت گفته‌است.
- آنگلا مرکل، صدر اعظم آلمان در واکنش به حمله نیس گفت، کشورش در جنگ با تروریسم کنار فرانسه ایستاده‌است. زبان نمی‌تواند چیزی را که ما را با دوستان فرانسوی ما در این ساعات وحشتناک پیوند داده توصیف کند.
- بنیامین نتانیاهو، رئیس‌جمهور اسراییل، حمله نیس را به شدیدترین شکل ممکن محکوم کرده و گفته‌است که این رژیم برای هر گونه کمک به دولت فرانسه آماده است.
- عربستان سعودی این حادثه را محکوم کرد و دولت این کشور اعلام کرد که در کنار ملت و دولت فرانسه ایستاده‌است و آماده است در رویارویی با تروریسم با پاریس همکاری کند.
- دولت امارات متحده عربی حمله تروریستی در شهر نیس فرانسه را که موجب کشته شدن ۸۰ شهروند این کشور شد، محکوم و آن را جنایت زشت تروریستی توصیف کرد.
- دونالد ترامپ کاندیدای ریاست جمهوری حزب جمهوری‌خواه آمریکا نیز حمله رخ داده در شهر نیس را به عنوان یک اقدام جنگی دانسته و محکوم کرد.
- جان کری وزیر امور خارجه آمریکا: من افتخار ایستادن در کنار رهبران فرانسه در اوایل روز پنج شنبه در مراسم‌های مربوط به روز باستی در شهر پاریس را داشتم و آمریکا قاطعانه در این زمان غم‌انگیز در کنار مردم فرانسه ایستاده‌است.
- سخنگوی وزارت امور خارجه ایران حادثه جنایتکارانه تروریستی در نیس فرانسه را به شدت محکوم کرد.[۱۴]
- ژان کلود یونکر، رئیس کمیسیون اروپا از حادثه نیس ابراز تاسف کرد و آنرا یک اتفاق وحشتناک خواند.
- هیلاری کلینتون امروز، تک تک آمریکایی‌ها در کنار و در همبستگی کامل و هم‌صدا با مردم فرانسه ایستاده‌اند. ما هرگز به تروریست‌ها اجازه نخواهیم داد ارزش‌های آزادی‌خواهانه و دموکراتیکی را متزلزل کنند که ستون حیات اجتماعی ما را تشکیل می‌دهد.
- وزارت امور خارجه تونس در بیانیه‌ای حمله نیس را به شدت محکوم کرده و خواستار اقدام مشترک جهانی برای مقابله با بلای تروریسم شده‌است.
- مارین لوپن، رهبر جبهه ملی فرانسه، در واکنش به حمله نیس گفت که جنگ علیه بنیادگرایی اسلامی باید آغاز شود.
- نیکولا سارکوزی، رئیس‌جمهور سابق فرانسه، در صفحه فیسبوک خود نوشته‌است: ما در جنگی هستیم که طول خواهد کشید، با تهدیدی که مرتب به روز می‌شود. تطبیق و تقویت مدام برنامه‌هایمان برای اقدام علیه تروریسم اسلامی همچنان اولویت اصلی است.
- محمد اشرف غنی، رئیس‌جمهور افغانستان، حمله به افراد غیرنظامی را در شهر نیس فرانسه جنایت وحشیانه خواند.
- ترزا می، نخست‌وزیر بریتانیا گفت که از حمله هولناک نیس بهت‌زده و غمگین شده و تأکید کرد که بریتانیا شانه به شانه فرانسه خواهد ایستاد.
- جولیا بیشاپ، وزیر امور خارجه استرالیا نیز ضمن محکوم کردن این حمله تأکید کرد دولت استرالیا هشدارهایی را دربارهٔ سفر شهروندان این کشور به فرانسه صادر کرده‌است.
- دیوید کامرون نیز با مردم فرانسه اعلام همبستگی کرد.[۱۵][۱۶]
- پاپ فرانچسکو رهبر کاتولیک‌های جهان من برای قربانیان حمله نیس و خانواده‌هایشان دعا می‌کنم و از پروردگار می‌خواهم قلب‌هایی را که از نفرت کور شده‌است، تغییر دهد.
- کشورهای کویت، قطر، بحرین، عمان، مصر، یمن، الجزایر، موریتانی، سوئیس، جمهوری چک، نیوزلند، ژاپن، برزیل، آرژانتین، ونزوئلا، پرو، مکزیک و اسپانیا نیز این حملات را محکوم کردند.

## گاهشمار حملات تروریستی در فرانسه
- دوشنبه ۲۲ دسامبر ۲۰۱۴: یک مهاجم با فریاد الله‌اکبر در بازاری در شهر نانت با خودرو ۱۰ نفر را زیر گرفت. یک نفر کشته شد. خودش هم خودکشی کرد.
- چهارشنبه ۷ ژانویه ۲۰۱۵: حمله به دفتر مجله فکاهی شارلی ابدو در پاریس. ۱۱ نفر کشته شدند. دو مهاجم متواری شدند. پلیس فوراً مهاجمان را شناسایی کرد. سعید کواشی و شریف کواشی هر دو شهروند فرانسه بودند.
- جمعه ۲۱ اوت ۲۰۱۵: سه شهروند آمریکایی در قطاری حد فاصل آمستردام و پاریس، سلاح‌های یک مهاجم را از او گرفتند. مهاجم یک نفر را با ضربات چاقو زخمی کرد. مظنون، ایوب الخزانی، تبعه مراکش بود.
- جمعه ۱۳ نوامبر ۲۰۱۵: سه انفجار انتحاری بیرون ورزشگاه استاد دو فرانس، آغاز شبی پر حادثه در خیابان‌های پاریس بود. بعد از این واقعه، در چند رستوران و کافه از جمله تئاتر بتکلان تیراندازی شد. ۱۲۹ نفر کشته و ۳۵۲ نفر زخمی شدند. این خونبارترین حمله تروریستی در تاریخ فرانسه بود. ۹ مهاجم کشته شدند. یکی از مهاجمان، صلاح عبدالسلام نام دارد.
- چهارشنبه ۱۸ نوامبر ۲۰۱۵: عبدالحمید اباعود، مظنون طراح حملات پاریس در حمله پلیس فرانسه به آپارتمانی در سن دُنی پاریس کشته شد.
- پنج شنبه ۱۴ ژوئیه ۲۰۱۶: مهاجمی در نیس، در مراسم جشن ملی فرانسه کامیونش را به شدت به حاضران در مراسم کوبید.